# بخش مینگشان، یان
بخش مینگشان (به لاتین: Mingshan District) یک منطقهٔ مسکونی در چین است که در یاان واقع شده‌است. بخش مینگشان ۶۱۴ کیلومتر مربع مساحت دارد.